# Clément-Bayard
La Clément-Bayard è stata una casa automobilistica e aeronautica attiva dal 1900 al 1919.

## Storia

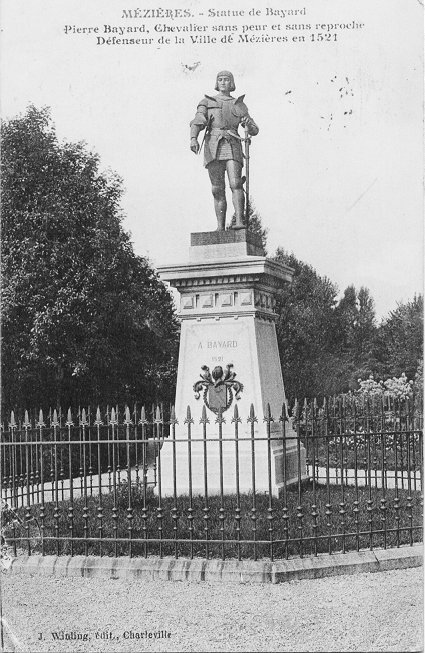
La statua bronzea di Bayard a Mézières, andata distrutta durante la prima guerra mondiale.

Nel 1900, l'industriale Adolphe Clément (il figlio Albert fu pilota di discreto livello), già a capo dell'omonima fabbrica di biciclette, voltò pagina e passò alla produzione di automobili, fondando una nuova azienda, a Mézières (oggi Charleville-Mézières), denominata Clément-Bayard, in onore dell'eroe francese Pierre Terrail de Bayard, cui era dedicato un monumento nella principale piazza cittadina.
In realtà, sotto lo stesso capannone, venivano assemblate autovetture con due marchi differenti: da una parte le Clément-Bayard e dall'altra le Clément-Gladiator, società fondata con Alexandre Darracq.
Il 1903 fu forse l'anno più significativo nella storia della Clément-Bayard: Adolphe Clément si staccò dalla Clément-Gladiator e, nello stesso tempo, lanciò tre modelli ed aprì una filiale in Inghilterra, denominata Clément-Talbot, dal nome del finanziatore inglese della nuova impresa, Lord Charles Chetwynd-Talbot. Le vetture prodotte venivano vendute in Francia con il marchi Clement ed in Inghilterra con il marchio Talbot che, dopo numerose vicissitudini, sopravvisse fino alla seconda metà degli anni ottanta.
Nello stesso anno, gli ex-soci della Gladiator, proibirono ad Adolphe Clément di utilizzare il suo cognome per i suoi prodotti. Per un breve tempo, quindi, il patron della neonata casa automobilistica fu costretto ad  utilizzare il nome Bayard. Poco dopo, la ragione sociale fu mutata in Bayard-Clément, ed infine tornò ad essere Clément-Bayard.
Ma la sfortuna non abbandonerà Adolphe Clément, anzi, raggiungerà il suo apice quando egli perderà il figlio in un incidente automobilistico, durante il test di una vettura.

Da lì cominciò l'inesorabile declino, che portò nel 1919 a cedere gli impianti alla Citroën.

## Principali modelli
- 3CV: era una vetturetta con carrozzeria single-phaeton prodotta nel 1898 quando la fabbrica si chiamava ancora semplicemente Clément. Era equipaggiata da un monocilindrico da 326 cm³ in grado di erogare una potenza massima di 3 CV.
- VCP-Panhard: prodotta nel 1900 fu la prima vettura marchiata Clément-Bayard. Montava meccanica di origine Panhard & Levassor, consistente in un monocilindrico da 765 cm³ in grado di erogare 3.5 CV di potenza massima.
- 12CV: la denominazione, in questo caso, indicava la potenza fiscale di questa vettura di fascia alta, proposta con carrozzeria double-phaeton ed equipaggiata da un 4 cilindri da 2296 cm³ della potenza massima di 16 CV a 1200 giri/min. Tale vettura fu uno dei tre modelli lanciati nel 1903.
- 2K: erede della 12CV, fu commercializzata solo nel 1904, e dalla vettura che l'ha preceduta riprese l'intera meccanica, leggermente rivista in maniera che il motore arrivasse ad erogare 20 CV. In questo caso fu però proposta con carrozzeria torpedo.